# Arthroleptis nlonakoensis
Arthroleptis nlonakoensis е вид жаба от семейство Arthroleptidae.

## Разпространение
Видът е разпространен в Камерун.